# Andrea Gregar
Andrea Kregar, conosciuto anche come Andrea Gregar (Fiume, 16 novembre 1900 – Domodossola, 4 aprile 1977), è stato un allenatore di calcio e calciatore italiano, di ruolo attaccante.

## Biografia
Era figlio di Antonio Kregar, piccolo spedizioniere, e Antonia Logar. Aveva un fratello anch'egli calciatore Rodolfo Kregar o Kregar II e per questo era conosciuto anche come Kregar I. Ha vissuto in Austria dove iniziò a giocare. Dopo che l'azienda del padre venne confiscata, rientrato dall'Austria iniziò a lavorare presso un cantiere navale. Lavorò poi come meccanico al Silurificio Whiteead e allo stesso tempo giocava a calcio nella squadra dell'Olympia Fiume.

## Carriera

### Inizi
Cresciuto nella Libertas, una squadra di lavoratori fiumani militarizzata di stanza a St. Polten in Austria, passa nel 1917 all'Olympia Fiume dove all'inizio veniva schierato come mezzala sinistra. Il 22 febbraio 1922 contro la Triestina il tecnico dell'Olympia lo schierò come vertice avanzato dell'attacco.

### Padova
Successivamente passò al Padova per la cifra di 15.000 lire. In maglia biancoscudata realizzò una tripletta al Livorno il 25 ottobre 1925. Segnò poi anche a Sampierdarenese, Mantova, Reggiana e Pro Vercelli.
L'anno successivo, con l'arrivo di Aldo Fagiuoli, Kregar giocò da mediano, chiudendo la stagione con 10 presenze e chiedendo così di essere ceduto.

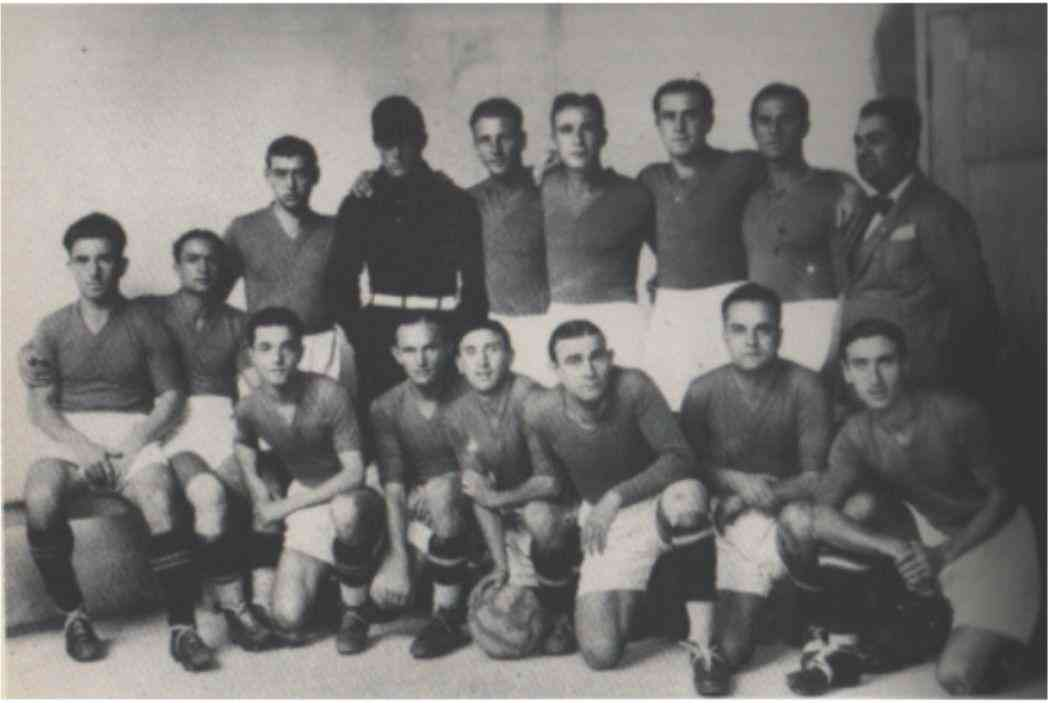
La prima formazione in serie A della Fiorentina 1931-1932. In alto: Vignolini, Ballante, Gazzari, Pizziolo, Bigogno, Pitto. In basso: Kregar, Baldinotti, Prendato, Bonesini, Busini, Rivolo, allenatore Hermann Felsner.

### Pro Patria
Ingaggiato dalla Pro Patria insieme ai fiumani Nicolò Giacchetti e Mario Varglien (provenienti dall'Olympia), il primo anno totalizzò 13 presenze e 3 gol. Nella stagione 1928-1929 la Pro Patria diventò la rivelazione del campionato e la bestia nera delle grandi. Kregar in quella stagione realizzò tre doppiette al Modena, al Padova e alla Roma con l'aiuto del suo compagno Carlo Reguzzoni. La coppia Reguzzoni-Kregar segnò complessivamente 41 reti, 29 per Reguzzoni in 27 gare, 12 in 24 per Kregar. Nell'ultima stagione giocò anche una partita con il fratello Rodolfo. Con la Pro Patria fece il suo esordio in Serie A il 6 ottobre 1929 contro la Cremonese (4-2 per la Pro Patria).

### Fiorentina
Nella stagione successiva si trasferì alla Fiorentina, dove trascorse le due annate successive. Partecipò a 19 gare di campionato, in cui segnò complessivamente due reti. Con la squadra gigliata conquistò il campionato di Serie B 1930-1931 e un quarto posto in serie A nella stagione successiva.

### Fiumana
Dopo l'esperienza a Firenze, si trasferì alla Fiumana dove disputò tre stagioni, realizzando 3 gol in 22 partite. Si rese protagonista di un incidente con il portiere Aldo Olivieri durante un incontro con il Padova, nel quale il portiere patavino subì una frattura alla base del cranio.

## Statistiche

### Presenze e reti nei club
| Stagione  | Club                | Campionato | Campionato | Campionato |
| Stagione  | Club                | Comp       | Pres       | Reti       |
| --------- | ------------------- | ---------- | ---------- | ---------- |
| 1917-1918 | Libertas St. Polten | ?          | ?          | ?          |
| 1918-1919 | Libertas St. Polten | ?          | ?          | ?          |
| 1919-1920 | Olympia Fiume       | Reg.       | 5          | 5          |
| 1920-1921 | Olympia Fiume       | Reg.       | 10         | 4          |
| 1921-1922 | Olympia Fiume       | TD         | 12         | 2          |
| 1922-1923 | Olympia Fiume       | TD         | 12         | 4          |
| 1923-1924 | Olympia Fiume       | SD         | 31         | 18         |
| 1924-1925 | Olympia Fiume       | SD         | 16         | 6          |
| 1925-1926 | Padova              | PD         | 22         | 11         |
| 1926-1927 | Padova              | DN         | 10         | 0          |
| 1927-1928 | Pro Patria          | DN         | 13         | 3          |
| 1928-1929 | Pro Patria          | DN         | 24         | 12         |
| 1929-1930 | Pro Patria          | A          | 24         | 0          |
| 1930-1931 | Fiorentina          | B          | 16         | 2          |
| 1931-1932 | Fiorentina          | A          | 3          | 0          |
| 1932-1933 | Fiumana             | PD         | 8          | 2          |
| 1933-1934 | Fiumana             | PD         | 12         | 5          |
| 1934-1935 | Fiumana             | PD         | 2          | 0          |

## Palmarès
- Campionato italiano di Serie B: 1

Fiorentina: 1930-1931